# Anagramm

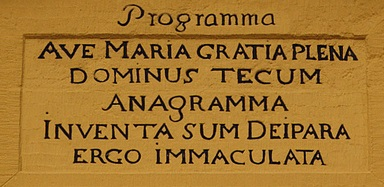
Lateinisches Anagramm am Portal der Gymnasialkirche Meppen. Der Spruch AVE MARIA GRATIA PLENA DOMINUS TECUM (deutsch: „Sei gegrüßt, Maria, voll der Gnade, der Herr ist mit dir“) wird unten anagrammiert zu INVENTA SUM DEIPARA ERGO IMMACULATA (deutsch: „Ich wurde zur Gottesgebärerin ersehen, daher unbefleckt“).

Als Anagramm (von altgriechisch ἀνάγραμμα/ἀναγραμματισμός anágramma/anagrammatismós, sinngemäß „die Versetzung der Buchstaben eines Wortes, sodass ein anderes Wort daraus wird“, zu ἀναγράφειν anagráphein „aufschreiben, beschreiben“) wird eine Buchstabenfolge bezeichnet, die aus einer anderen Buchstabenfolge allein durch Umstellung (Permutation) der Buchstaben gebildet ist, beispielsweise ist Erbgut ein Anagramm zu Betrug. Der Vorgang dieser Umstellung wird als Anagrammieren, in der Kryptographie auch als Transposition bezeichnet. Allgemein kann ein Anagramm durch Umstellen einzelner Buchstaben, Silben, Wörter oder Sätze eines gegebenen Textes gebildet werden.

## Ursprung und Abgrenzung

Lagerregal – ein Palindrom und das Anagramm eines Palindroms – Regallager

Als Vater des Anagramms gilt der griechische Grammatiker und Dichter Lykophron aus Chalkis (circa 320–280 v. Chr.). Er umschmeichelte den König Ptolemaios II. mit einem Gedichtvers, wobei er die Buchstabenfolge dessen Namens Πτολεμαῖος umwandelte in ἀπὸ μέλιτος apo melitos (griechisch für „von Honig“).
Im Deutschen wird das Anagramm auch als Letterkehr, Letterwechsel oder Buchstabenwechsel bezeichnet. Im Volksmund ist es als Schüttelwort bekannt. Die einfachste Form eines Anagramms ist der Buchstabendreher, bei dem nur zwei Buchstaben – aneinanderliegend oder nicht – vertauscht werden.
Eine spezielle Form des Anagrammierens sind Palindrome, Umstellungen von Buchstaben, bei denen Buchstabenfolgen gebildet werden, die von vorn und von hinten gelesen sinnvolle Wörter ergeben (zum Beispiel Lager und Regal, was auch zu Regallager bzw. Lagerregal erweitert werden kann).
Gibt bei einem Anagramm eine bestimmte Buchstabenfolge die zu verwendenden Zeichen vor, müssen in einem Pangramm alle Buchstaben eines Alphabets vorkommen.

## Das Anagramm in Kunst und Unterhaltung
Häufig ist es das Ziel des Anagrammierens, durch die Buchstabenumstellung einen neuen Satz, also ein Anagramm mit verändertem Sinn, zu erzielen. Eine derartige Anwendung des Anagrammierens gilt als eine sprachliche Form der Kunst und kann als Buchstabenspiel oder als Rätsel aufgefasst werden.
In Gedichten, Rätseln und anderen Formen der Literatur werden aus einzelnen Wörtern, aber auch aus ganzen Zeilen oder Sätzen, Anagramme geformt. Dadurch und durch das lange Befassen mit den entsprechenden zu anagrammierenden Sätzen werden neue und oft überraschende Kombinationsmöglichkeiten erkennbar. In besonders kunstvollen Anagramm-Gedichten besteht oft eine Beziehung zwischen der ursprünglichen Bedeutung eines Wortes und dem Sinn der späteren daraus gebildeten Anagramme.
Ein anagrammatisches Rätselgedicht des Epigrammisten Friedrich Haug lautet etwa:
Kein Mensch lebt ohne mich. Ist das nicht klar genug,

So wisst: In mir steckt Erbgut und Betrug.
Gesucht ist der Begriff Geburt, zu dem Erbgut und Betrug Anagramme sind.
Durch die Surrealisten bzw. Dadaisten erfuhr das Anagramm eine Renaissance. Unica Zürn und Gerhard Rühm setzten sich in ihrem künstlerischen Schaffen mit Anagrammen auseinander. Auch Kurt Mautz, André Thomkins oder Esther Spinner sind hier zu nennen. Eine bemerkenswerte Dichte an sinnvoller Anagrammdichtung findet sich in der Lyrik von Titus Meyer oder Christopher Schnorr. In der neuesten Literatur ist vor allem auf Walter Moers zu verweisen, der in seinen Romanen zahlreiche Anagramme einbaut (beispielsweise Ohjann Golgo van Fontheweg für Johann Wolfgang von Goethe oder Gofid Letterkerl für Gottfried Keller). Auch Joanne K. Rowling nutzt in den Harry-Potter-Romanen ein Anagramm für den Namen des bösesten Zauberers aller Zeiten, Lord Voldemort: Tom Marvolo Riddle – I am Lord Voldemort im englischen Original wurde in der deutschen Übersetzung zu Tom Vorlost Riddle … ist Lord Voldemort. Weltweit hat Voldemort dementsprechend verschiedenste Namen, damit das Anagramm in der jeweiligen Übersetzung bestehen bleibt.
Szenisch getanzte Anagramme werden im Ballett gezeigt. Dabei bekommt jeder Tänzer einen Buchstaben auf sein Trikot. Über Platzwechsel der Tänzer können dann Wörter und Wendungen getanzt werden. Solche getanzten Anagramme sind seit der Antike überliefert; Dante Alighieri nutzt diese Form des Anagrammierens im 18. Gesang des Paradiso in seiner Göttlichen Komödie.
In Zeitschriften und Zeitungen finden sich Visitenkartenrätsel in Anagrammform. Meist ist der Beruf einer Person aus dem Namen und der Stadt zu erraten. Beispielsweise: Welchen Beruf übt die Person mit der Visitenkarte aus? „Fr. Inge C. Sonst, Rheine“. Antwort: „Schornsteinfegerin“.

## Anwendung als Verschlüsselungsmethode
Anagramme wurden auch in der Wissenschaft benutzt. Hier diente das Anagrammieren zur Verschlüsselung von wichtigen Informationen, die der Öffentlichkeit zunächst noch nicht mitgeteilt werden sollten. Es wurde der geheimzuhaltende Klartext anagrammiert, indem seine einzelnen Buchstaben beliebig umgestellt wurden. In der Kryptographie wird dies als Transposition bezeichnet. Eine Möglichkeit ist es, die Buchstaben des Klartextes schlicht in alphabetischer Reihenfolge zu sortieren. Der durch Anagrammieren entstandene Geheimtext wurde veröffentlicht.
Anders als bei den üblichen kryptographischen Verfahren bestand der Zweck dieser Art der Verschlüsselung nicht darin, eine Nachricht von einem Sender an einen Empfänger so zu übermitteln, dass dieser sie mit seinem Schlüssel wieder entschlüsseln und lesen konnte, ohne dass dies einem Dritten möglich wäre. Ein Schlüsselaustausch fand nicht statt. Zweck dieser Verschlüsselung war es vielmehr, zunächst nur den Geheimtext zu veröffentlichen und erst Jahre später den dazugehörigen Klartext publik zu machen. Dann konnte jedermann leicht den Klartext noch einmal anagrammieren und feststellen, dass er den identischen Geheimtext erhielt. Der Autor des ursprünglich veröffentlichten Anagramms war zum Zeitpunkt der Veröffentlichung des Geheimtextes im Besitz der im Klartext enthaltenen Information. Diese Vorgehensweise diente zur Sicherung der Priorität von wissenschaftlichen Erkenntnissen und dies zweifelsfrei beweisen zu können, ohne die wissenschaftliche Aussage selbst frühzeitig offenbaren zu müssen und die eigene Priorität zu gefährden. In der modernen Kryptographie werden zum Nachweis der Priorität Commitment-Verfahren benutzt.
Eine Entzifferung, also das Knacken des Geheimtextes, ohne über den Schlüssel zu verfügen, war praktisch nicht möglich. Die Schwierigkeit besteht darin, dass für einen Text der Länge {\displaystyle n}, also mit {\displaystyle n} Buchstaben, {\displaystyle n!} ({\displaystyle n} Fakultät) Permutationen existieren. Selbst mit modernen kryptanalytischen Methoden ist es aufgrund der Vielzahl möglicher Anagramme, die mehr oder weniger sinnvollen Text ergeben, außer in Ausnahmefällen nicht zu schaffen, den originalen Text zu rekonstruieren. Das bestätigt auch Friedrich L. Bauer in seinem Standardwerk der Kryptologie: „In der Tat zeigt die Erfahrung, bestätigt durch Shannons Theorie, daß es für ein Anagramm keine Unizitätslänge gibt.“ Das bedeutet, dass ein durch Anagrammieren erzeugter Buchstabensack, sei es die schlichte alphabetische Sortierung oder eine kunstvolle Umstellung, nicht mehr eindeutig in den ursprünglich zugrunde liegenden Text zurückverwandelt werden kann.
Diese Unfähigkeit hat nichts mit mangelnder Geschicklichkeit, Zeit oder Rechenkraft zu tun, sondern ist prinzipieller Natur. Zwar kann es gelingen, aus dem Anagramm durch Umstellen der Buchstaben einen anderen Text zu erzeugen. Man kann aber nicht sicher sein, dass dies die einzige und damit die richtige Lösung ist. Beispiel: Das Anagramm AELX kann durch Anagrammieren des Namens AXEL gebildet worden sein; es können aber auch die Namen LEXA oder ALEX zugrunde liegen.

## Weitere Nutzungen von Anagrammen
- Das Ananym ist ein anagrammierter Name. Dichter und Schriftsteller verwenden Anagramme ihrer Namen als Pseudonym. Blaise Pascal publizierte 1659 vier Briefe (Lettres de Dettonville) unter dem Pseudonym Amos Dettonville – ein Anagramm von Louis de Montalte, dem Pseudonym, unter dem Pascal die Lettres provinciales herausgegeben hatte. Der Philosoph, Arzt und Chemiker Andreas Libavius veröffentlichte seine Streitschrift gegen den Jesuiten Jakob Gretser unter dem Namensanagramm Basilius de Varna. François Rabelais nannte sich Alcofribas Nasier für sein Werk Gargantua und Pantagruel. Der Schriftsteller Paul Celan hieß eigentlich Paul Ancel, der Geburtsname des Schriftstellers Jean Améry war Hans Mayer und die Schriftstellerin Marguerite de Crayencour nannte sich Marguerite Yourcenar. Auch der Liedermacher Ulrich Roski verwendete in den 1980ern das Pseudonym Riko Chruils, ein Anagramm seines bürgerlichen Namens.

- In der Nachrichtentechnik und Spracherkennung wird das Cepstrum als eine besondere Transformation von Signalen benutzt. Cepstrum wurde dabei als ein Anagramm aus dem Wort Spectrum (englisch für Spektrum) abgeleitet. Eine wichtige Variable des Cepstrums ist die sogenannte Quefrency, ein Kunstwort, das als Anagramm aus Frequency (englisch für Frequenz) gebildet wurde. Alle weiteren Parameter des Cepstrums wurden ebenfalls durch Anagramme von analogen Parametern des gewöhnlichen Spektrums ersetzt, beispielsweise Magnitude durch Gamnitude, Phase durch Saphe oder Filtering durch Liftering.

- Die sogenannte Anagramm-Methode bezeichnet in der psychologischen Intelligenzdiagnostik die Aufgabe, Regel- und Gesetzmäßigkeiten in Buchstabenfolgen zu entdecken oder aus einer zufällig angeordneten Buchstabenreihe ein Wort oder mehrere Wörter zu bilden. Diese Methode dient dazu, die Wortflüssigkeit und das divergente Denken zu testen.[15]

## Historische Beispiele für Anagramme
- Leachim († vor 1151) war der Sohn des venezianischen Dogen Domenico Michiel. Er erscheint in einer eigenhändig unterschriebenen Urkunde mit “Ego Leachim Michael vice dux manu mea subscripsi”.[16]
- Galileo Galilei veröffentlichte seine wissenschaftliche Erkenntnis, mit der er seine Entdeckung der Phasen der Venus beschrieb, nicht als Klartext in lateinischer Sprache – “Cynthiae figuras aemulatur Mater Amorum” (deutsch: „Die Mutter der Liebe [gemeint ist der Planet Venus] ahmt die Gestalten der Cynthia [Artemis als Mondgöttin, also die Mondphasen] nach“) –, sondern in verschlüsselter Form als Anagramm: HAEC IMMATURA A ME IAM FRUSTRA LEGUNTUR OY (deutsch: „Folgendes Unreifes/Unausgegorenes ist von mir vergeblich gelesen worden, oy.“). (U-V)
- Ein anderes Anagramm, das Galilei veröffentlichte, lautete SMAISMRMILMEPOETALEVMIBVNENVGTTAVIRAS. Niemand konnte darin einen Sinn entdecken, bis Galilei den Klartext nannte: “Altissimum planetam tergeminum observavi” (deutsch: „Ich beobachtete den höchsten Planeten [Saturn] in dreigestaltiger Form“). (U-V) Er beschrieb damit seine Beobachtung der Saturnringe, die er irrtümlich für zwei Objekte links und rechts der Saturnkugel gehalten hatte.[17][18]
- Christiaan Huygens beschrieb 45 Jahre später die Saturnringe korrekt und zwar ebenfalls in Form eines Anagramms, bei dem er statt des ursprünglichen Satzes “Annulo cingitur, tenui plano, nusquam cohaerente, ad eclipticam inclinato” (deutsch: „Er ist von einem Ring umgeben, welcher dünn und flach ist, nirgends mit ihm zusammenhängt und gegen die Ekliptik geneigt ist“) nur die sortierte Buchstabenreihe veröffentlichte: AAAAAAA CCCCC D EEEEE G H IIIIIII LLLL MM NNNNNNNNN OOOO PP Q RR S TTTTT UUUUU.[17][18]
- Robert Hooke veröffentlichte sein später nach ihm benanntes Hookesches Gesetz, die Elementargleichung der Elastizitätslehre, auf diese Weise. Statt des Klartextes “Ut tensio sic vis” (deutsch: „Wie die Dehnung, so die Kraft“) gab er zunächst nur preis: CEIIINOSSSTTUV.[19]
- Im Brief vom 27. Oktober 1676, den Newton an Leibniz sandte, verschlüsselte Newton die Idee seiner Fluxionsrechnung mit dem Anagramm 6a 2c d ae 13e 2f 7i 3l 9n 4o 4q 2r 4s 9t 12v x. Die Lösung lautet: “Data Aequatione quotcumque, fluentes quantitates involvente fluxiones invenire, et vice versa” (deutsch: „Bei gegebener Gleichung zwischen beliebig vielen fließenden Größen deren Fluxionen zu finden und umgekehrt“). (U-V)[20]
- Der Bühnenname Okito des früheren niederländisch-US-amerikanischen Zauberkünstlers Theo Bamberg ist ein Anagramm von Tokio bzw. Kioto, wobei die jetzige japanische Hauptstadt Tokio (auch Tokyo) wiederum ein Anagramm der ehemaligen Hauptstadt Kioto (auch Kyoto) ist, wenn man die japanischen Schriftzeichen in lateinische Buchstaben umwandelt.[21]
- Am Ende von Carl Gustav Jungs Septem Sermones Ad Mortuos steht ANAGRAMMA: NAHTRIHECCUNDE GAHINNEVERAHTUNIN ZEHGESSURKLACH ZUNNUS. Dieses Anagramm ist bis heute ungelöst. Auf Webseiten findet man verschiedene Hinweise und Lösungsversuche. Eine mögliche Lösung ist: CARL GUSTAV IUNG, IN KUESNACH, IAHR NEUNZEHNHUNDERTSECHZEHN.
- Von Oskar Pastior soll das Anagramm auf den Namen Unica Zürn stammen: Unica Zuern – Azur in nuce; Zürn ist durch ihre Anagramm-Gedichte bekannt geworden.
- Der Name des surrealistischen Künstlers Salvador Dali wurde von André Breton zu Avida Dollars (deutsch: „hungrig auf Dollars“) anagrammiert, da Breton nicht mit Dalis Ansichten zu Fragen des Rassismus übereinstimmte (siehe:  Dali: Endgültiger Bruch mit der Surrealistengruppe).
- Sowohl im Horrorfilm Rosemaries Baby des Regisseurs Roman Polański von 1968 als auch im dem Film zugrundeliegenden Roman des Schriftstellers Ira Levin stellt die Hauptfigur Rosemary bei einer Partie Scrabble fest, dass der Name ihres Nachbarn Roman Castevet genau betrachtet ein Anagramm für Steven Marcato ist. Es handelt sich dabei angeblich um den Sohn eines Satanisten, der einst in dem Haus, in dem sie gerade lebt, Opfer eines Mords wurde.
- Das 1990 kurz nach dem Mauerfall als Autorenverlag in Berlin-Prenzlauer Berg gegründete Druckhaus Galrev ist ein Anagramm zu Verlag und das dem Druckhaus angeschlossene Literaturcafé Kiryl ein Anagramm zu Lyrik (beide in der Variante des von hinten nach vorn zu lesenden Wortes).
- In dem Film Sneakers – Die Lautlosen von 1992 wird ein Scrabble-Spiel zum Lösen von Anagrammen benutzt.
- 1994 veröffentlichte der Popmusiker Heinz Rudolf Kunze das Live-Album Der Golem aus Lemgo (Golem – Lemgo).
- Der Titel des englischsprachigen Dokumentarfilms NICO–ICON von Filmemacherin Susanne Ofteringer aus dem Jahre 1995 über die deutschstämmige Rockmusikerin Nico stellt eine Verbindung des weiblichen Künstlernamens Nico mit dem daraus gebildeten Anagramm Icon („Ikone“) her, um ihre enigmatische Gestalt zu charakterisieren.
- In der Folge Lisas Rivalin (Staffel 6, Episode 2) der Zeichentrickserie Die Simpsons erhält die Figur Lisa Simpson eine neue Klassenkameradin, mit der und deren Vater sie ein Anagramm-Spiel spielt, indem ihre Freundin den Namen des Schauspielers Alec Guinness (im englischsprachigen Original) zu der Personen-Beschreibung genuine class („eigene Klasse/Liga“) umformt. Daraufhin soll Lisa den Namen des Schauspielers Jeremy Irons umbilden, wozu ihr jedoch nichts einfällt. In der deutschsprachigen Synchronisation geht der passende Wortlaut allerdings verloren. Ferner unterhält sich in der Simpsons-Folge Die Stadt der primitiven Langweiler (Staffel 10, Episode 22) ein Mensa-Zirkel über das Thema Palindrome, woraufhin die Figur Comicbuch-Verkäufer als Beispiel dafür das Wort Reliefpfeiler aufsagt.
- Der Hauptantagonist in der Roman- und Filmreihe Harry Potter ist Lord Voldemort. Dieser Name ist aus einem Anagramm seines bürgerlichen Namens gebildet, allerdings ist es nur ein Teil dessen: Im englischen Original ist der bürgerliche Name Tom Marvolo Riddle, woraus sich das Anagramm “I am Lord Voldemort” ergibt. Damit dieses spezielle Charakteristikum beibehalten werden konnte, wurden in den Übersetzungen der Romane in verschiedene Sprachen zum Teil stark abweichende bürgerliche Namen für Voldemort erdacht. Im Deutschen wurde der Mittelname ersetzt: Aus „ist Lord Voldemort“ wurde Tom Vorlost Riddle.
- Im Internet kursieren Parodie-Versionen der Liniennetzpläne verschiedener Städte (z. B. der Londoner U-Bahn[22] oder der Berliner Verkehrsbetriebe), in denen die Stationsbezeichnungen durch Anagramme ersetzt wurden.